# Lac du Col de la Vanoise
Le lac du Col de la Vanoise est un lac de France situé dans les Alpes, dans le département de la Savoie. 
Il se trouve dans la Maurienne, à l'est de Pralognan-la-Vanoise, dans le parc national de la Vanoise. À 2 479 mètres d'altitude, il est dominé par la Grande Casse (3 855 m) au nord-est, la pointe de la Réchasse (3 212 m) au sud et l'aiguille de la Vanoise (2 797 m) au nord-ouest. À quelques mètres en amont au nord-ouest s'étend le lac Rond. Au sud-est s'écoule le ruisseau de la Vanoise, affluent du Rhône via la Leisse, le Doron de Termignon, l'Arc et l'Isère.
Le refuge du Col de la Vanoise se trouve au col de la Vanoise à quelques dizaines de mètres au nord-ouest du lac, points de passage du GR55 et du Tour des Glaciers de la Vanoise. Avec les lacs des Vaches, des Assiettes, Long et Rond, le lac du Col de la Vanoise est l'un des lacs à chapelet qui s'égrènent autour du col de la Vanoise.

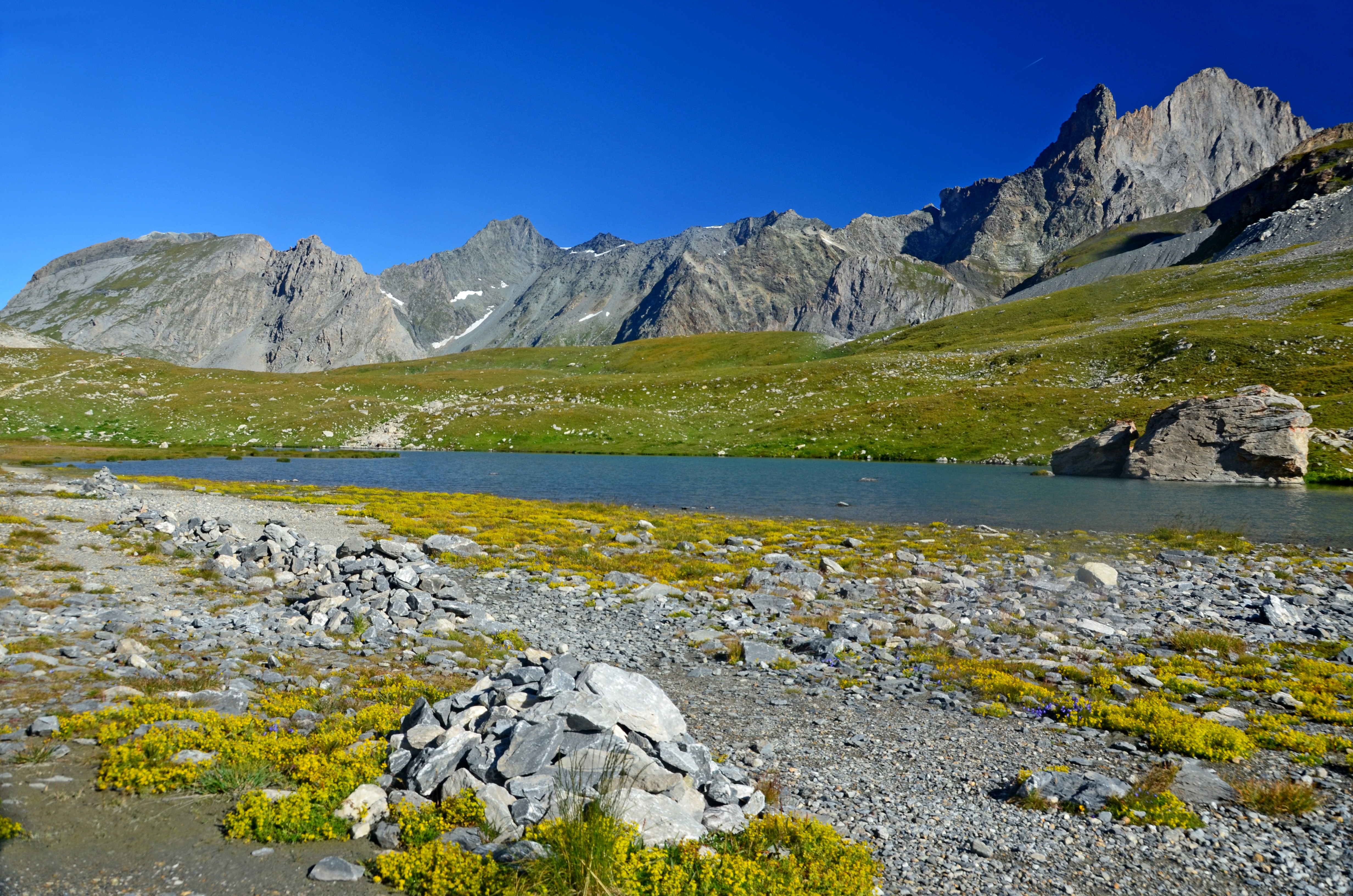
Vue depuis le lac du col de la Vanoise dominé par l'aiguille de la Vanoise, les pointes du Creux Noir, de la Grande et de la Petite Glière de gauche à droite en août 2012.

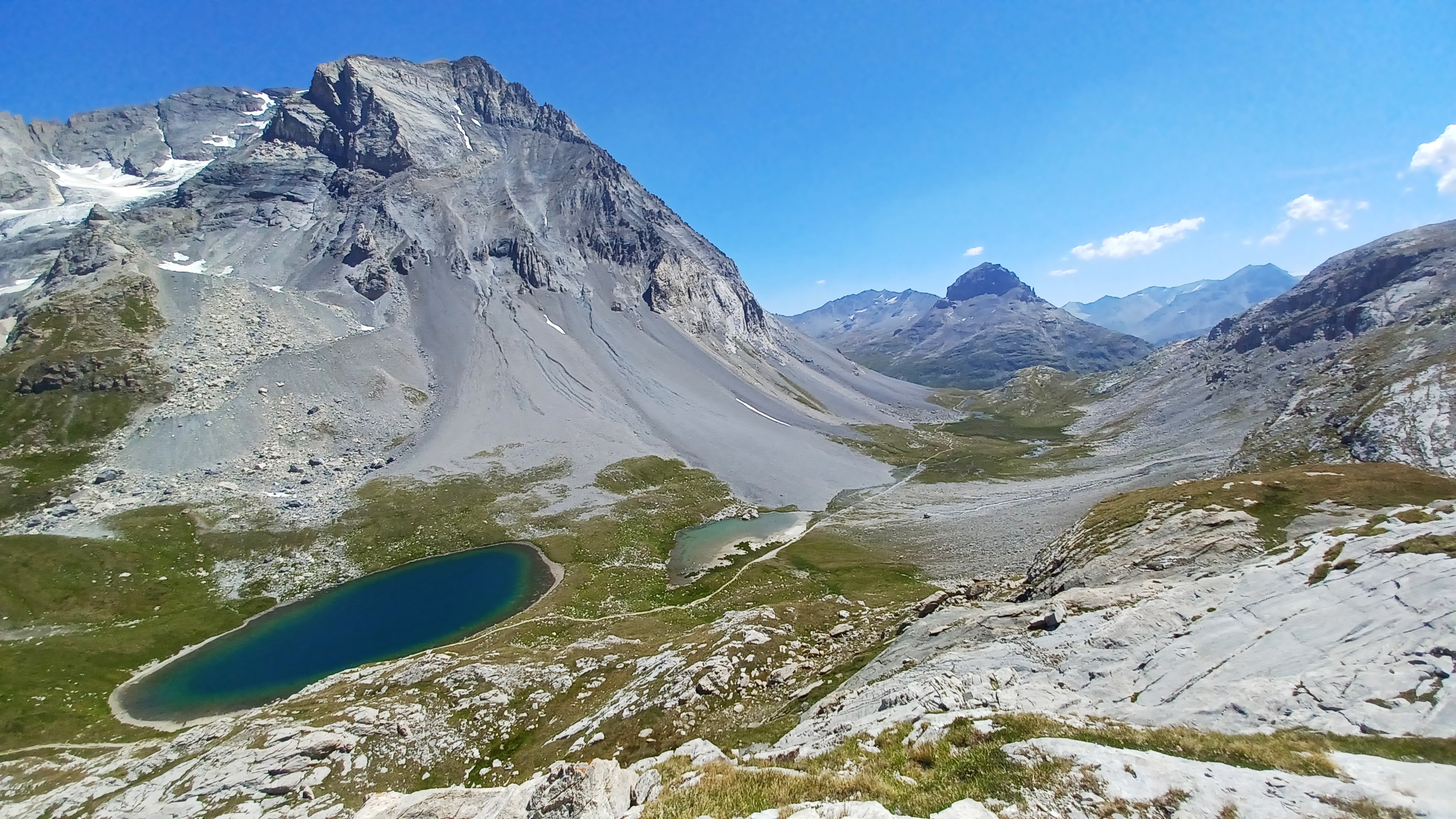
Vue depuis l'ouest des lacs Rond à gauche et du Col de la Vanoise à droite dominés par la Grande Casse à gauche ; au loin à droite, les pointes de la Sana, de Pierre Brune et des Broès de gauche à droite en juillet 2022.